# Roshanak Wardak
Roshanak Wardak   (província de Wardak, 1962) és una ginecòloga i expolítica afganesa, l'única dona metgessa que exercia en la seva província natal. L'any 2021 va aparèixer en la llista 100 Women que anualment publica la BBC.
Ha exercit la ginecologia des de 1996, tant en la seva localitat com al Pakistan, on va haver de refugiar-se durant la guerra civil afganesa de finals dels anys noranta.
Roshanak prové d'una reputada família: el seu avi i el seu oncle van ser parlamentaris i ella mateixa va ser elegida diputada per Wardak al Parlament d'Afganistan, en les eleccions de 2005. En diferents declaracions, va manifestar-se disconforme amb l'actuació de les tropes occidentals durant la intervenció militar al seu país. També va posicionar-se a favor d'una entesa amb els talibans, per tal d'assolir acords duradors.